# Mikroschrift

Vergrößerung der Mikroschrift auf einer
200-D-Mark-Banknote (Serie BBk-III). Die Schriftgröße beträgt im Original 0,25 mm

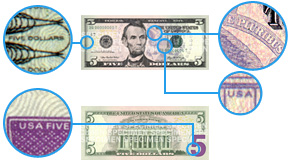
Beispiele von Mikroschriften auf einer
5-US-Dollar-Banknote

Mikroschrift ist eine gedruckte oder geprägte Schrift in einer Größe mit der Schrifthöhe unter 0,3 Millimeter Höhe, die in der Regel nur mit einer Lupe gelesen werden kann. Sie kann nur mit modernen Druckvorlagen und Drucktechniken gefertigt werden und dient in erster Linie als Sicherheitsmerkmal sensibler Druckwerke, aber auch in der Elektrotechnik zur Beschriftung kleiner Bauteile. Zweck der Mikroschrift als Sicherheitsmerkmal ist, dass Falsifikate oder Farbkopien von entsprechenden Originalen nur unleserlich oder verschwommen wiedergegeben werden.
Mikroschriften werden seit den 1980er Jahren für Wertpapiere, bei Banknoten und Dokumenten eingesetzt. Des Weiteren gibt es Anwendungsbereiche bei Briefmarken, Münzen (Schweizer Franken, rumänischer Leu) sowie für Personaldokumente (deutscher Reisepass und Personalausweis, österreichischer Führerschein). Mit Mikroschriften werden mitunter auch die Kunststoffstreifen in Pässen bedruckt, beispielsweise in französischen und türkischen Reisepässen, um eine weitere Sicherung gegen die Fälschung der Dokumente zu gewährleisten.